# 自由広場 (バトゥミ)
自由広場（じゆうひろば、グルジア語: თავისუფლების მოედანი、グルジア語ラテン翻字: Tavisuplebis Moedani、グルジア語発音: [tʰavisupʰlɛbis mɔɛdani]）は、ジョージアのアジャリア自治共和国バトゥミ中央にある広場。バトゥミの黒海港と隣接している。
19世紀、大聖堂のモスクがあったことから、この広場はアジジイェ広場として知られていた。ソビエト連邦時代、モスクは取り壊され、広場にはウラジーミル・レーニンの像が建てられた。そして広場は、レーニンの名にちなんで改名された。ジョージアが再び独立するとレーニン像は撤去され、広場は1990年代初頭に、一時的にではあるが、ズヴィアド・ガムサフルディア大統領の名が付けられた。
広場の近くでは、1921年3月にトルコ軍との戦いで倒れたジョージアの兵士たちの共同墓地が、発見されている。